# Thomas Murphy
Thomas Slab Murphy, född 26 augusti 1949, är en tidigare stabschef för Provisoriska IRA. Thomas Murphy misstänks ha planerat Warrenpointmassakern 1979, då 18 brittiska soldater dödades. Murphy stämde 1998 tidningen Sunday Times för att ha pekat ut honom som IRA-medlem, men förlorade fallet. Andra före detta IRA-medlemmar har också vittnat emot honom. Han misstänks också för att ha varit inblandad i illegal smuggling.